# 1929 en arts plastiques
| Années des arts plastiques : 1926 - 1927 - 1928 - 1929 - 1930 - 1931 - 1932    |
| Décennies des arts plastiques : 1890 - 1900 - 1910 - 1920 - 1930 - 1940 - 1950 |

Cette page concerne l'année 1929 en arts plastiques.

## Œuvres
- Le Grand Guéridon, huile sur toile de Georges Braque.

## Naissances
- 9 janvier :  Håkon Bleken, peintre et illustrateur norvégien († 21 janvier 2025),
- 15 janvier : Albert Deman, peintre et sculpteur français († 22 décembre 1996),
- 22 janvier : Georges Feher, peintre et lithographe hongrois naturalisé français († 10 décembre 2015),
- 26 janvier : François Hilsum, peintre et journaliste français († 16 mars 2020),
- 28 janvier : Claes Oldenburg, peintre suédois naturalisé américain,
- 6 février :  Guy de Vogüé, peintre français († 19 juin 2002),
- 24 février : Zdzisław Beksiński, peintre, photographe, dessinateur et sculpteur polonais († 21 février 2005),
- 4 mars : Jean Revol, peintre, essayiste et écrivain français († 2 janvier 2012),
- 17 mars : Jacques Winsberg, peintre français († 10 juin 1999),
- 22 mars : Yayoi Kusama, peintre, sculptrice et écrivaine japonaise,
- 25 mars : Michel Bouillot, peintre, dessinateur, sculpteur et écrivain français († 29 janvier 2007),
- 29 mars : Mort Drucker, dessinateur et caricaturiste américain († 9 avril 2020),
- 4 avril : André Eijberg, sculpteur et céramiste belge († 31 janvier 2012),
- 8 avril : Louis Frégier, peintre français († 16 juillet 2014),
- 9 avril : René Izaure, graveur, dessinateur, peintre français († 30 janvier 2014),
- 12 avril : Jaroslav Papoušek, peintre, sculpteur, écrivain et réalisateur tchécoslovaque puis tchèque († 17 août 1995),
- 14 avril : Luis Alvarez, peintre français († 18 avril 1997),
- 15 avril : Pierre Pinoncelli, peintre et artiste comportemental français († 9 octobre 2021),
- 24 avril : Michel Smolders, sculpteur belge († 19 juillet 2015),
- 28 avril : Avigdor Arikha, peintre et graveur figuratif franco-israélien († 29 avril 2010),
- 10 mai : Jilali Gharbaoui, peintre marocain († 8 avril 1971),
- 18 mai : Mickaël Compagnion, peintre français († 15 septembre 2011),
- 24 mai : Serge Mendjisky, peintre et photographe français († 7 mai 2017),
- 27 mai : Petre Achițenie, peintre roumain († 1er décembre 2006),
- 30 mai : Françoise Janicot, peintre, photographe, vidéaste et performeuse française († 18 juin 2017),
- 1er juin : Yvette Szczupak-Thomas, écrivaine et peintre française naturalisée israélienne († 2003),
- 6 juin : Munavvar Rzayeva, sculptrice azerbaïdjanaise († 6 juin 2004),
- 15 juin : Beohar Rammanohar Sinha, peintre indien († 25 octobre 2007),
- 20 juin : Daniel Argimon, peintre et sculpteur espagnol († 23 novembre 1996),
- 25 juin : Jean-Joseph Sanfourche, peintre, poète, dessinateur et sculpteur français († 13 mars 2010),
- 28 juin : Michel Dureuil, peintre français de la nouvelle école de Paris († 9 avril 2011),
- 7 juillet : Jean Boyé, peintre français († 29 juin 1997),
- 13 juillet : René Laloux, réalisateur de films d'animation, dessinateur, peintre et sculpteur français († 15 mars 2004),
- 22 juillet : André Plisson, peintre et lithographe français († 27 août 2015),
- 27 juillet : Janusz Grabiański, illustrateur polonais († 20 octobre 1976),
- 1er août : Robert Thon, peintre français († 2 novembre 2002),
- 11 août : Grisélidis Réal, écrivaine, peintre et prostituée suisse († 31 mai 2005),
- 15 août :
  - Roger Bohnenblust, peintre, dessinateur et graveur suisse († 30 mai 1979),
  - Marcia Hafif, peintre américaine († 17 avril 2018),
- 16 août : Raoul Pradier, peintre français († 16 septembre 2017),
- 25 août :
  - Céelle, peintre et graveur française († 21 juin 2018),
  - Roswitha Doerig, peintre suisse († 27 février 2017),
- 30 août : Guy de Lussigny, peintre français († 14 juillet 2001),
- 3 septembre : Armand Vaillancourt, sculpteur québécois,
- 7 septembre : Jacques Zimmermann, peintre et dessinateur belge,
- 11 septembre : Jean Arène, peintre français († 20 mars 2020),
- 18 septembre : Alla Horska, peintre soviétique († 17 novembre 1970),
- 20 septembre : Aiko Miyawaki, peintre japonaise († 20 août 2014),
- 25 septembre : Andrés Segovia, peintre et lithographe espagnol († juillet 1996),
- 1er octobre : Bernard Réquichot, peintre, graphiste, dessinateur, collagiste et écrivain français († 4 décembre 1961),
- 2 octobre : Ibrahim Shahda, peintre figuratif français d'origine égyptienne († 28 août 1991),
- 13 octobre : Walasse Ting, peintre chinois († 17 mai 2010),
- 18 octobre : Ans Wortel, peintre, poète et écrivaine néerlandaise († 4 décembre 1996),
- 19 octobre : Henri Cueco, peintre et écrivain français († 13 mars 2017),
- 27 octobre : Chantal Lanvin, peintre française († 2 mars 2013),
- 5 novembre : Madeleine Grenier, peintre française († 3 janvier 1982),
- 14 novembre : Horst Janssen, dessinateur, graveur, lithographe, affichiste et illustrateur allemand (° 31 août 1995),
- 29 novembre : Giancarlo Vitali, peintre et graveur italien († 25 juillet 2018),
- 11 décembre : Raymond Grandjean, peintre et écrivain français († 5 mai 2006),
- 12 décembre : Mohamed Bouzid, peintre et graveur algérien († 24 juin 2014),
- 13 décembre : Michel Pandel, peintre et lithographe suisse († 5 août 1978),
- 20 décembre :
  - Riccardo Licata, peintre, sculpteur et graveur italien († 18 février 2014),
  - Roger Mühl, peintre, sculpteur et dessinateur français († 4 avril 2008),
- 21 décembre : Erwin de Vries, peintre et sculpteur surinamien († 31 janvier 2018),
- 28 décembre : Pierre Tritsch, peintre français († 16 mai 2021),
- ? : 
  - Jacques Carelman, peintre, décorateur et illustrateur français († 28 mars 2012),
  - Alexandre Ovtchinnikov, peintre russe († 11 juin 2016),
  - Chaïbia Talal, peintre marocaine († 2 avril 2004).

## Décès
- 3 janvier : Antoni Kozakiewicz, peintre polonais (° 13 juin 1841),
- 6 janvier : Henri Lanos, dessinateur, peintre, aquarelliste et illustrateur français (° 19 août 1859),
- 15 janvier : Gerhard Munthe, peintre, illustrateur et designer norvégien (° 19 juillet 1849),
- 19 janvier :
  - Honoré Broutelle, médecin, graveur, peintre et poète français (° 16 avril 1866),
  - Jeanne Rongier, peintre française (° 27 novembre 1852),
- 26 janvier :  Albert Trachsel, architecte, peintre et poète suisse (° 23 décembre 1863),
- 29 janvier : George Roux, illustrateur et peintre français (° 5 avril 1853),
- 2 février : Henri Biva, peintre français (° 23 janvier 1848),
- 4 février :
  - Enrico Fonda, peintre italien (° 8 novembre 1892),
  - Alexandre Nozal, peintre français (° 7 août 1852),
- 9 février : Vincenzo Volpe, peintre italien (° 14 décembre 1855),
- 10 février : Édouard Adam, peintre français (° 2 avril 1847),
- 11 février : Charles Bertrand d'Entraygues, peintre français (° 14 juillet 1850),
- 12 février :  Rafael Barradas, dessinateur et peintre uruguayen (° 4 janvier 1890),
- 16 février : Hugo Mühlig, peintre allemand (° 9 novembre 1854),
- 27 février : Hugo von Habermann, peintre allemand (° 14 juin 1849),
- 4 mars : Ilia Tchachnik, peintre et designer russe puis soviétique (° 9 juillet 1902),
- 5 mars : Francesco Paolo Michetti, peintre et photographe italien (° 4 août 1851),
- 6 mars : Édouard-Antoine Marsal, peintre et illustrateur français (° 4 juillet 1845),
- 8 mars :
  - Ambrogio Antonio Alciati, peintre italien (° 5 septembre 1878),
  - Arthur Dussault, peintre et homme politique français (° 31 décembre 1851),
- 13 mars : Henry Scott Tuke, peintre britannique (° 2 juin 1858),
- 24 mars : Hippolyte Marius Galy, sculpteur et peintre français (° 20 octobre 1847),
- 6 avril : Maurice Mahut, peintre et illustrateur français (° 8 août 1878),
- 20 avril : Gaston Jobbé-Duval, peintre français (° 27 novembre 1856),
- 22 avril :
  - Henry Lerolle, peintre et collectionneur français (° 4 octobre 1848),
  - Madeleine Woog, peintre suisse (° 23 décembre 1892),
- 30 avril : Marie Antoinette Marcotte, peintre française (° 31 mai 1867),
- 1er mai :
  - Henry Jones Thaddeus, peintre irlando-britannique (° 1859),
  - Édouard Vallet, peintre, graveur et dessinateur suisse (° 12 janvier 1876),
- 11 mai : Jozef Murgaš, inventeur, peintre, homme politique, collectionneur et prêtre catholique serbe et américain (° 17 février 1864),
- 14 mai : Rebeca Matte Bello, sculptrice, chilienne (° 29 octobre 1875),
- 16 mai : André Saglio, peintre, décorateur et costumier français (° 11 janvier 1869),
- 26 mai : Louis Eugène Sieffert, peintre français (° 20 mars 1842),
- ?  mai : Paul Quinsac, peintre français (° 2 mars 1858),
- 1er juin : Frédéric de Haenen, peintre et illustrateur néerlandais naturalisé français (° 1853),
- 4 juin : Désiré Lubin, peintre français (° 20 février 1854),
- 6 juin : Henri Gervex, peintre et pastelliste français (° 10 septembre 1852),
- 10 juin :
  - Hélène Smith, médium et peintre suisse (° 9 décembre 1861),
  - Kazimierz Stabrowski, peintre polonais (° 21 novembre 1869),
- 25 juin : Ernest Laurent, peintre français (° 8 juin 1859),
- 3 juillet : Pascal Dagnan-Bouveret, peintre français (° 7 janvier 1852),
- 5 juillet : Jules Migonney, peintre français (° 22 février 1876),
- 19 juillet :
  - Julian Fałat, peintre et aquarelliste portraitiste et paysagiste polonais (° 30 juillet 1853),
  - Fausto Zonaro, peintre italien (° 18 septembre 1854),
- 26 juillet : Raymond Thiollière, peintre, aquafortiste et graveur sur bois français (° 23 janvier 1881),
- 2 août : Auguste Danse, dessinateur et graveur belge (° 13 juillet 1829),
- 9 août : Heinrich Zille, graphiste, lithographe, peintre, dessinateur et photographe allemand (° 10 janvier 1858),
- 11 août :
  - Henri Allouard, peintre et sculpteur français (° 11 juillet 1844),
  - Georges Jules Bertrand, peintre français (° 22 novembre 1849),
- 15 août : Anthony Angarola, peintre et professeur d'art américain (° 4 février 1893),
- 20 août : Károly Józsa, peintre, dessinateur, graveur et illustrateur austro-hongrois (° 16 décembre 1872),
- 18 septembre, Hippolyte Petitjean, peintre français (° 11 septembre 1854),
- 22 septembre : Paul-Émile Pajot, marin pêcheur et peintre français (° 17 octobre 1873),
- 1er octobre : Antoine Bourdelle, sculpteur et peintre français (° 30 octobre 1861),
- 8 octobre : Jacek Malczewski, peintre polonais (° 15 juillet 1854),
- 10 octobre : Marcus Grønvold, peintre norvégien (° 5 juillet 1845),
- 24 octobre : Jean-Louis Daniel, peintre paysagiste français (° 22 janvier 1861),
- 21 novembre :
  - Guillaume Dulac, peintre français (° 4 juillet 1883),
  - Robert Sallès, peintre et illustrateur français (° 17 mai 1871),
- 24 novembre : Paul Mathey, peintre et graveur français (° 14 novembre 1844),
- 26 novembre : George-Daniel de Monfreid, peintre français (° 14 mars 1856),
- 28 novembre : Henri Amédée-Wetter, peintre, graveur et illustrateur français (° 9 janvier 1869),
- 17 décembre : Edoardo Matania, peintre et illustrateur italien (° 31 août 1847),
- 20 décembre : Ryūsei Kishida, peintre japonais (° 23 juin 1891),
- 30 décembre : Susanne von Nathusius, peintre allemande († 2 mai 1850),
- ? :
  - Marius-Antoine Barret, peintre et graveur français (° 26 juin 1865),
  - Rose Maynard Barton, peintre irlandaise (° 21 avril 1856),
  - Charles-Théodore Bichet, peintre et aquarelliste français (° 1863),
  - André Castaigne, illustrateur français (° 21 janvier 1861),
  - Jean-Adolphe Chudant, peintre français (° 5 janvier 1860),
  - Jean-Eugène Clary, peintre paysagiste français (° 14 juin 1856),
  - Nelson Dias, peintre français (° 1869),
  - Fernand Lematte, peintre français (° 26 juillet 1850),
  - George Roux, illustrateur et peintre français (° 1855),
  - Raffaele Tafuri, peintre italien (° 27 janvier 1857),
  - Émile Georges Weiss, peintre français (° 20 janvier 1861),
- Après 1929 :
  - Charles Bisson, peintre, aquarelliste et graveur français (° 1888).